# Hugo Leonardo Pereira Nascimento
Hugo Leonardo Pereira Nascimento, mais conhecido como Hugo (Rio de Janeiro, 6 de junho de 1987), é um ex-futebolista brasileiro que atuava como lateral-esquerdo. 

## Carreira
Hugo iniciou sua carreira nas categorias de base do Vasco da Gama e teve destaque atuando nas seleções também de base. No ano de 2009 Hugo assinou um contrato de quatro anos com o Debreceni VSC da Hungria, aonde disputou o Campeonato Húngaro e a Copa da Hungria.
No ano de 2013 assinou com o Moto Club, aonde disputou e foi campeão da Série B do Campeonato Maranhense.

## Títulos
Brasil
- Copa Sendai: 2005

Debreceni
- Campeonato Húngaro: 2009-10
- Supercopa da Húngria: 2009, 2010

Moto Club
- Campeonato Maranhense - Segunda Divisão: 2013